# برج‌خانه

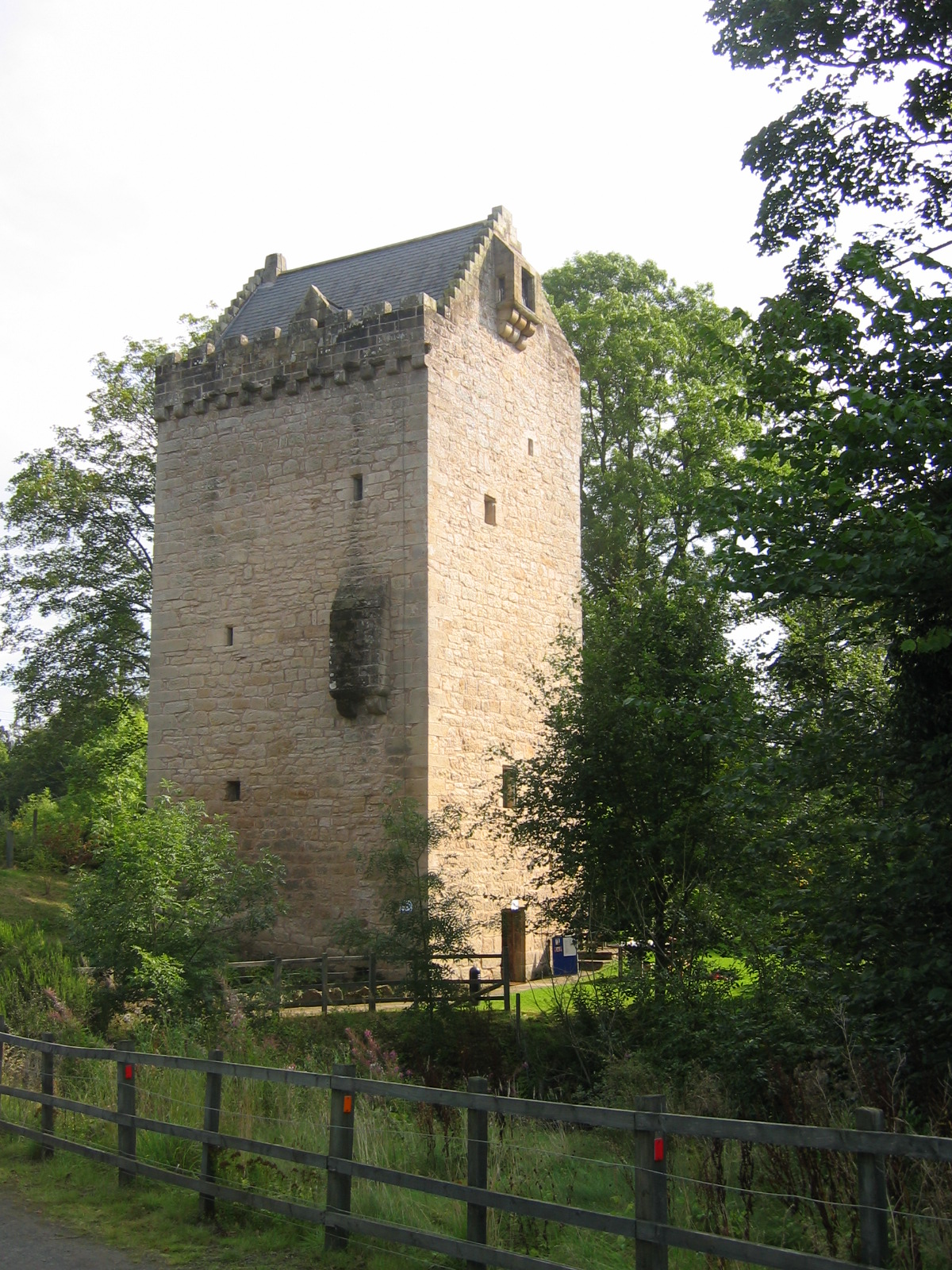
برج هالبار در لنکشر جنوبی

برج‌خانه (انگلیسی: Tower house) گونه‌ای خاص از سازهٔ سنگی است که همزمان به‌منظور دفاع و همچنین اقامت ساخته شده باشد.
برج‌خانه‌ها به‌ویژه در قرون وسطی در مناطق کوهستانی یا مناطقی با دسترسی محدود ساخته شدند تا بتوانند از مواضع استراتژیک با تعداد کمی نیرو دفاع کنند. 

## در اروپا

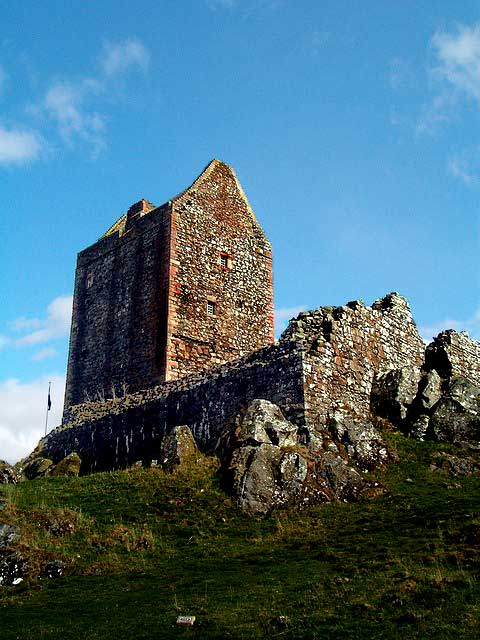
برج اسملوم در نزدیکی کلسو در اسکاتیش بوردرز

عمدهٔ استحکاماتی که نجیب‌زادگان اواخر قرون وسطی در اسکاتلند ساختند از گونهٔ برج‌خانه بود.
تعداد این سازه‌ها در اسکاتلند بین ۸۰۰ تا ۹۰۰ تا بوده‌است.
گونه‌های کوچکتر برج‌خانه‌ها در جنوب اسکاتلند به برج پیل یا خانهٔ پیل موسوم بودند.
قابلیت دفاعی برج‌خانه‌ها در درجهٔ اول پاسداری در برابر یورش‌های دسته‌های کوچک بود و علیه تهاجمات نظامی ساختاریافته کاربردی نداشت. تاریخ‌نگار اسکاتلندی استوارت رید در خصوص این امر برج‌خانه‌ها را «دفاع‌پذیر و نه دفاعی» توصیف می‌کند.
برج‌خانه‌ها عموماً سازه‌های سنگی بلند و کنگره‌داری بودند و مقطعی مربعی داشتند.
بارمکن یا بان حصاری بود که به دور برج‌خانه کشیده می‌شد و با آنکه قابلیت دفاعی چندانی نداشت احشام ارزشمند را در فضای باز داخل آن نگه می‌داشتند.
برج‌خانه‌ها به‌شکلی گسترده در دو طرف مرز اسکاتلند و انگلستان شمالی برپا می‌شدند. پس از آنکه در ۱۴۹۴ میلادی جیمز چهارم اسکاتلند عنوان ارباب جزیره‌ها را تسخیر کرد ساخت برج‌خانه‌ها در سراسر منطقه رواج یافت.

## آسیای غربی
صدها برج‌خانه در شبام یمن و الباحه عربستان وجود دارد. در قفقاز شمالی نیز صدها نمونه برج‌خانه ساخته شده‌است.

## آمریکای شمالی
مردمان باستانی پوئبلو در میزا ورده گونه‌ای برج‌خانه می‌ساختند.